# Nile (Waszyngton)
Nile – jednostka osadnicza w Stanach Zjednoczonych, w stanie Waszyngton, w hrabstwie Yakima.